# Filosofía de un Cuchillo
Filosofía de un Cuchillo  es una película de terror ruso-estadounidense del 2008. Fue escrita, producida, filmada, editada y dirigida por Andrey Iskanov y está elaborada a modo de documental, cuya temática comprende al Escuadrón 731 del Ejército Imperial Japonés. La mayor parte del rodaje consta de recreaciones artísticas de algunos de los experimentos con los seres humanos perpetrados allí, pero también se van intercalando imágenes de archivo y fragmentos de una entrevista con un hombre que ofició de traductor durante los juicios que debieron afrontar los responsables de aquellos crímenes.
Es un largometraje de aproximadamente unas cuatro horas y media de duración en total, y está dividido en dos partes de poco más de dos horas cada una. La película está narrada en inglés, y fue rodada en blanco y negro. Los fragmentos de entrevista están filmados a color y subtitulados en inglés dado que el interlocutor habla en ruso.

## Lanzamiento
Filosofía de un Cuchillo fue mostrada en la edición de 2008 del Festival de Cine de Sitges. Las compañías distribuidoras de cine TLA Releasing y Unearthed Films lanzaron la película en formato DVD en julio de 2008 sin que ésta haya sido clasificada previamente por ningún organismo oficial. La misma estuvo disponible en Netflix durante un breve tiempo, pero luego fue quitada sin dar ninguna explicación.

## Banda sonora
La película incluye la canción "Dead Before Born" de Manoush y Cyanide Savior, así como una canción de A. Shevchenko, "Forgive Me", con Manoush hablando en la introducción de la pista. También incluye una banda sonora original compuesta por Shevchenko.

## Recepción
Scott A. Johnson, del sitio web Dread Central – dedicado a publicar noticias, entrevistas y reseñas, todo esto relacionado con el ámbito del terror – la calificó con un 0 sobre 5, quien concluyó: "Como crítico, uno trata de encontrar algunas cosas positivas para decir de cada película. Enhorabuena para Filosofía de un Cuchillo porque ha conseguido ser el más despreciable montón de mierda masturbatoria, intento de arte, pedante y malintencionada que he tenido el disgusto de mirar".